# TPB AFK
TPB AFK: The Pirate Bay Away From Keyboard è un documentario diretto da Simon Klose, uscito l'8 febbraio 2013 e basato sulle vite dei tre fondatori del sito internet bit torrent The Pirate Bay: Peter Sunde, Fredrik Neij e Gottfrid Svartholm.

## Produzione e raccolta fondi
Le riprese sono cominciate nell'estate del 2008 e si sono concluse il 25 agosto 2012.
Il lancio del sito del film è avvenuto il 28 agosto 2010, attraverso una campagna sul sito di raccolta fondi Kickstarter, con l'obiettivo di raggiungere 25.000 $, ma già dopo tre giorni vennero raggiunti 51.424 $. Nel febbraio 2011 la commissione governativa svedese delle arti Konstnärsnämnden ha concesso al progetto 200.000 corone svedesi, pari a 30.000 $. Ha inoltre ricevuto fondi dalle reti televisive BBC (Regno Unito), ARTE (Germania), SVT (Svezia), NRK (Norvegia), DR (Danimarca), VPRO (Paesi Bassi). La presentazione ufficiale è avvenuta l'8 febbraio 2013 al Festival internazionale del cinema di Berlino.

## Riproduzione
Il documentario, che originariamente doveva uscire sotto licenza CC BY-SA, è stato distribuito sotto licenza CC BY-NC-ND. Può essere scaricato o visto in streaming per scopi non commerciali, ma è anche possibile supportare gli autori acquistando la versione digitale (10 $) o il DVD (23 $) del film. È infine scaricabile tramite BitTorrent, dato che è stato caricato su The Pirate Bay dallo stesso regista.